# شهرستان سوخومی
شهرستان سوخومی (به لاتین: Sukhumi District) یک شهرستان در گرجستان است که در آبخاز واقع شده‌است. شهرستان سوخومی ۱٬۵۲۳ کیلومتر مربع مساحت و ۱۱٬۵۳۱ نفر جمعیت دارد.